# Mudasali, Mundgod
Mudasali là một làng thuộc tehsil Mundgod, huyện Uttar Kannad, bang Karnataka, Ấn Độ.